# ماري هاو (ملحنة)
ماري هاو (بالإنجليزية: Mary Howe)‏ هي ملحنة ومغنية مؤلفة وعازفة بيانو أمريكية، ولدت في 4 أبريل 1882، وتوفيت في 14 سبتمبر 1964.

## وصلات خارجية
- ماري هاو على موقع ميوزك برينز (الإنجليزية)
- ماري هاو على موقع ديسكوغز (الإنجليزية)